# セレス小林
セレス小林（ - こばやし、本名：小林 昭司（こばやし しょうじ）、1973年2月27日 - ）は、日本の元プロボクサー。
元WBA世界スーパーフライ級王者。左ボクサーファイター。
リングネームの「セレス」は自身が現役時代、レパード玉熊の勧めで勤務していた冠婚葬祭会社の結婚式場の名前から取った。
主な入場テーマはSTRATOVARIUSの「ANTHEM OF THE WORLD」。

## 来歴
茨城県岩井市（現坂東市）出身。茨城県立岩井西高等学校卒。高校3年時に国際ボクシングスポーツジムに入門し、ボクシングを始める。プロデビュー後、元WBA世界フライ級チャンピオンであったレパード玉熊にプロボクサーとしての特訓を受ける。
1992年4月17日、プロデビュー（4回判定負け）。
1994年12月17日、東日本ジュニアバンタム級（現・スーパーフライ級）新人王決定戦決勝に出場するも、引き分け・敗者扱いとなり、新人王獲得ならず。
1997年9月13日、20戦目で日本王座初挑戦。日本フライ級王者スズキ・カバト（フィリピン出身）に挑むも、3回負傷引き分けで王座獲得ならず。
1998年4月4日、カバトに再挑戦するも、10回判定負け。またも王座獲得ならず。
1998年9月30日、カバトに3度目の挑戦。今度は10回判定勝ちを収め、日本フライ級王座獲得。その後、4度の防衛に成功。
2000年8月20日、日本王座在位のまま世界初挑戦。WBC世界フライ級王者マルコム・ツニャカオ（フィリピン）に挑むが、12回判定で引き分け。王座奪取ならず。その後、日本王座返上。
2001年3月11日、1階級上のスーパーフライ級で世界再挑戦。4階級制覇を果たしたWBA世界同級王者レオ・ガメス（ベネズエラ）に挑む。10回、左フックでダウンを奪い、レフェリーストップによるTKO勝ち。30戦目にして世界王者となった。9月1日の初防衛戦では小林のジムの先輩・玉熊とも対戦経験がある、後の「日本人キラー」と呼ばれた元王者ヘスス・ロハス（ベネズエラ）と対戦し、12回判定勝ち。
2002年3月9日、2度目の防衛戦。デビュー以来21戦全KO勝ちの強打者アレクサンデル・ムニョス（ベネズエラ）と対戦し、5度のダウンを奪われた末の8回TKO負け（自身初のKO負け）を喫し、王座陥落。挑戦者の強打で受けたダメージが深く、試合終了直後はしばらく起き上がることができず。担架も用意されたが、幸い大事には至らず。数分後に自力で起き上がると、担架に乗ることなく自らの足でリングを降りた。結局、この試合を最後に引退。
通算戦績は24勝（14KO）5敗3分

## 引退後
レパード玉熊同様、トレーナーとして古巣・国際ジムに留まり後進を指導。その後、同ジムから独立し2003年11月、千葉県柏市に「セレスボクシングスポーツジム」を開設。岩佐亮佑をIBF世界スーパーバンタム級王者に育て上げている。その一方で、日本テレビのボクシング解説やスポーツ報知のボクシング評論家も務める。また、太田プロダクションとも契約を結んでおり、芸能界でのタレント活動にも参加。

## 戦績
- プロボクシング：32戦24勝（14KO）5敗3分

## 獲得タイトル
- 第44代日本フライ級王座（防衛4＝返上）
- WBA世界スーパーフライ級王座（防衛1）

## 著書
- 事務仕事・Gymwork ISBN 9784820398042 2002年1月 日本テレビ放送網刊
- ボクシング上達BOOK―リングで打ち勝つテクニック ISBN 9784415022666 2003年10月 成美堂出版刊